# Di tanto in tanto
Di tanto in tanto è una raccolta della cantante italiana Mina, pubblicata nel 1978 dalla PDU con distribuzione EMI Italiana.

## Descrizione
Antologia senza inediti, l'immagine di copertina è identica a quella ufficiale del singolo Lamento d'amore/Rudy del 1973, il cui lato A è anche l'unico inedito presente nella precedente raccolta Evergreens (1974), pubblicata all'epoca solo su cassetta.
Nel 2012, tutte le raccolte sono state rimosse dalla discografia sul sito ufficiale della cantante.
L'ordine delle tracce sulla cartuccia Stereo 8 è leggermente diverso.

## Tracce
L'anno indicato è quello di pubblicazione dell'album d'appartenenza (di cui nasconde il link). 
Lato A
1. La pioggia di marzo (Aguas de março) – 3:40 (testo: Giorgio Calabrese – musica: Antônio Carlos Jobim; edizioni musicali PDU/VDP) – 1973
2. Laia ladaia (Reza) – 3:08 (Edu Lobo, Ruy Guerra; edizioni musicali Decca Records) – 1972 dal vivo
3. Flamingo – 3:04 (testo: Edmund 'Ed' Anderson – musica: Theodor 'Ted' Grouya; edizioni musicali Accordo) – 1974
4. Nuur – 4:28 (testo: Ermanno Capelli – musica: Osvaldo Miccichè; edizioni musicali PDU) – 1974
5. E poi... – 4:47 (testo: Andrea Lo Vecchio – musica: Shel Shapiro; edizioni musicali PDU/Shesha) – 1973
6. Non ho parlato mai – 3:23 (testo: Paolo Limiti – musica: Mario Robbiani; edizioni musicali PDU) – 1971

Lato B
1. It's Only Make Believe – 2:20 (Conway Twitty, Jack Nance; edizioni musicali Fono Film) – 1974
2. Due o forse tre – 4:12 (testo: Andrea Lo Vecchio – musica: Shel Shapiro; edizioni musicali PDU/Shesha) – 1974
3. Carlo detto il mandrillo – 2:57 (testo: Franco Califano – musica: Carlo Pes; edizioni musicali PDU) – 1973
4. Le mani sui fianchi – 2:55 (testo: Gian Franco Reverberi – musica: Romolo Forlai, Gian Franco Reverberi; edizioni musicali PDU/RCA) – 1972
5. Ballata d'autunno (Balada de otoño) – 5:40 (testo: Paolo Limiti – musica: Joan Manuel Serrat; edizioni musicali PDU) – 1972
6. Questo si, questo no – 4:20 (testo: Giorgio Calabrese – musica: Pino Donaggio; edizioni musicali PDU/Star) – 1973

## Arrangiamenti e direzioni orchestrali
- Pino Presti: La pioggia di marzo, Flamingo, Nuur, E poi..., It's Only Make Believe, Due o forse tre, Carlo detto il mandrillo (con Carlo Pes), Le mani sui fianchi, Questo sì questo no
- Gianni Ferrio: Laia ladaia
- Mario Robbiani: Non ho parlato mai
- Natale Massara: Ballata d'autunno

Tecnico del suono: Nuccio Rinaldis